# Jesús María (Guayas)

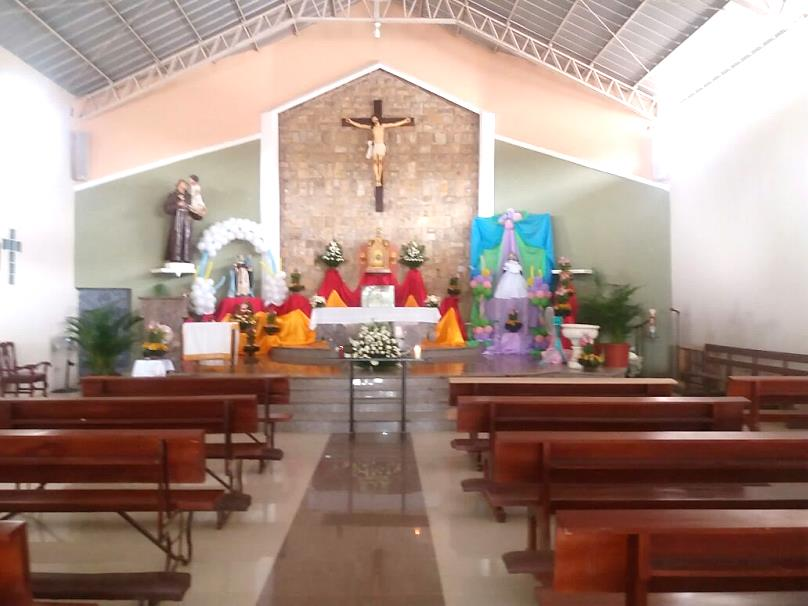
Katholische Kirche in Jesús María

Jesús María ist eine Ortschaft und eine Parroquia rural („ländliches Kirchspiel“) im Kanton Naranjal in der ecuadorianischen Provinz Guayas. Die Parroquia besitzt eine Fläche von 116,4 km². Die Einwohnerzahl lag im Jahr 2010 bei 6427.

## Lage
Die Parroquia Jesús María liegt im Küstentiefland am Fuße der Anden östlich der Mündung des Río Guayas. Der Río Jesús María durchquert das Verwaltungsgebiet, anfangs in nordwestlicher Richtung, später in südwestlicher Richtung. Der Río Cañar begrenzt das Areal im Nordwesten, dessen linker Nebenfluss Río Norcay, im Nordosten. Der 15 m hoch gelegene Hauptort Jesús María befindet sich 14 km nordöstlich vom Kantonshauptort Naranjal. Die Fernstraße E25 (Milagro–El Guabo) führt 3 km nordwestlich an Jesús María vorbei. Von dieser zweigt nahe Jesús María die E582 nach Molleturo ab und durchquert dabei das Verwaltungsgebiet.
Die Parroquia Jesús María grenzt im Nordwesten an die Parroquia Taura, im Nordosten an die Parroquia San Carlos, im Osten an die Provinz Azuay mit der Parroquia Molleturo im Kanton Cuenca, im Süden an die Parroquia Naranjal sowie im Südwesten an die Parroquia Santa Rosa de Flandes.

## Geschichte
Die Parroquia wurde am 13. Dezember 1960 gegründet.